# Rugby League
Rugby League is een van de codes van de balsport rugby. De basis van de sport werd gelegd in 1895, toen een conflict over betaling van spelers onoplosbaar bleek. In het rijke zuiden van Engeland waren de spelers nog amateur, maar in het arme noorden wilden ze verloren werkuren vergoed hebben. Na verloop van tijd ontwikkelden de bonden verschillende spelregels; de Zuid-Engelse variant werd Rugby Union, de noordelijke code Rugby League.

## Beschrijving
In essentie lijkt de sport nog op Rugby Union, maar wordt gespeeld door teams van dertien spelers en spelonderdelen als scrum en line-out zijn in de loop der tijd naar de achtergrond verdrongen. Kenmerkend is de spelhervatting play-the-ball, waarbij de bal met de voet naar achteren wordt gerold na een tackle. Het team behoudt balbezit en de tegenstander moet zich 10 meter achter de buitenspellijn opstellen. Na 5 achtereenvolgende tackles gaat de bal naar de tegenstander. 
In Papoea-Nieuw-Guinea is League de nationale sport. Verder is de sport populair in landen waar ook Rugby Union een belangrijke positie inneemt, met name Nieuw-Zeeland, Engeland en Australië. In deze laatste landen is League vaak populair in bepaalde kleinere regio's.
In Nederland wordt rugby league gespeeld vanaf eind jaren tachtig. Sinds 2015 bestaat er een officiële competitie met, anno 2023, vijf teams: Den Haag Knights, Amsterdam Cobras, Zwolle Wolves, Rotterdam Pitbulls en Harderwijk Dolphins. In België is rugby league praktisch onbestaand: pas sinds 2009 is er één club, de Brusselse Bulls.

## Afbeeldingen

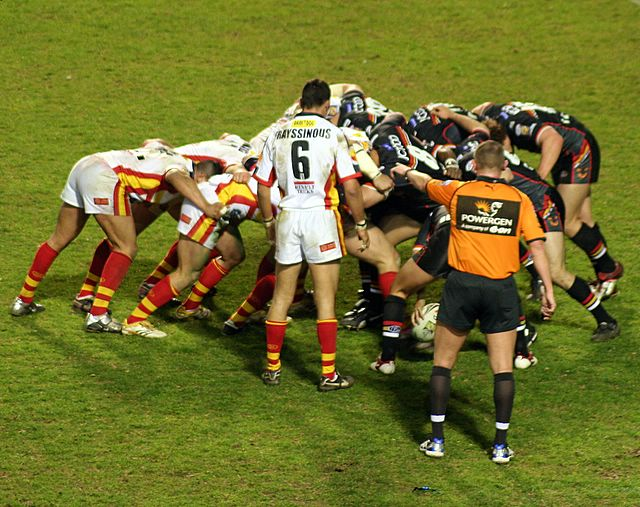
Een scrum bij Rugby League.